# De glazen brug
 De glazen brug  is het boekenweekgeschenk van 1986, geschreven door Marga Minco. Het kwam uit in maart 1986, op de eerste dag van de Boekenweek, die dat jaar als motto hanteerde: "Van boeken krijg je nooit genoeg". Het verhaal beschrijft in het eerste deel de periode van  de Tweede Wereldoorlog gezien door Stella. In het tweede deel wordt Stella gevolgd in de periode erna.

## Samenvatting
Aan het begin van het boek krijgt Jodin Stella haar derde persoonsbewijs van Carlo. Dit laatste document is echt waterdicht want het behoorde toe aan de 21-jarige Maria Roselier die op 11 mei 1940 te Avezeel is overleden. Carlo verscheurt misprijzend haar tweede persoonsbewijs. Ook haar eerste persoonsbewijs werd door verzetsman Roelofs al hoofdschuddend verscheurd.
Stella haalt zo probleemloos in Amsterdam-Zuid het einde van de oorlog. Ze woont opnieuw op een zolderetage, want ze wil wel via het dak kunnen ontsnappen. Haar eerste valse persoonsbewijs kreeg ze van haar vader die er drie kocht voor zijn vrouw, zijn dochter en hemzelf. Een gedeelte van de familiejuwelen werd ingewisseld bij ene meneer Koerts. Bij het naar huis gaan moeten Stella en haar vader een beijzelde boogbrug over. Stella glijdt opgetogen naar beneden terwijl haar vader beklemd blijft staan. 
De ouders van Stella worden door de Duitsers opgepakt en afgevoerd. Ook de tante van Stella en de drie broers Boston, worden afgevoerd. Stella, die bij haar tante woonde, ontsnapt via het dak en constateert dat de arrogante praatjes van Fred Boston die werkzaam was bij de Joodsche Raad hem niet hebben kunnen helpen. Fred stelde lijsten op van Joodse Nederlanders. Via verzetsman Roelofs, die vergeefs verlekkerd probeert haar te verkrachten, duikt ze  onder in een boerderij in West-Friesland. Ze heeft een droom over haar vader die niet over een glazen brug lijkt te willen en in de mist verdwijnt. Via Haarlem belandt ze uiteindelijk veilig in Amsterdam-Zuid met haar derde persoonsbewijs. Aldaar duikt Carlo nog een poosje bij haar onder omdat hij gezocht wordt en Stella nu eenmaal het waterdichte persoonsbewijs heeft. Met hem heeft Stella graag een seksuele relatie.
In het tweede deel van het boek probeert Stella langzaam uit haar veilige cocon van Maria Roselier te kruipen. Haar ouders, broer en schoonzus keren niet terug uit het Derde Rijk. Van de drie broers Boston overleeft alleen de oudste Jaap de verschrikkingen. Ze trouwt met een tien jaar oudere Nederlandse officier in het Engelse leger, Reinier Varendonk, die leraar geschiedenis wordt. Stella is hem keer op keer ontrouw en hun huwelijk strandt. Twintig jaar na de oorlog gaat Stella op zoek naar de wortels van Maria in Zeeuws-Vlaanderen. De plaatselijke dorpsarts Zegelrijke vertelt haar over zijn zoon Guus en jaargenoot Laurens, die allebei als verzetshelden zouden sneuvelen. Zij hadden het persoonsbewijs van Maria Roselier gelicht, nadat ze in duistere omstandigheden in een uit de hand gelopen affaire met een Griekse stuurman, het leven verloor. Ze komt zo alle achtergronden van Maria en haar ouders alsnog te weten.

## Uitgave
De uitgave verscheen in een paperbackeditie als "Uitgave van de Stichting voor de Collectieve Propaganda van het Nederlandse Boek ter gelegenheid van de Boekenweek 1986"; de oplage van deze reguliere editie was 467.575 exemplaren. Daarnaast verscheen tegelijkertijd (zoals gebruikelijk) een in beperkte, ongenummerde oplage verschenen editie die in linnen was gebonden. De uitgave werd door uitgeverij Bert Bakker geproduceerd voor de stichting. In de boekenweek verscheen Minco op allerlei gelegenheden en signeersessies waardoor er vele gesigneerde exemplaren van het boekenweekgeschenk bestaan.
Bij de laatste uitgeverij verscheen in hetzelfde jaar een in de handel gebrachte tweede druk. In 1994 verscheen de derde druk in een verzamelbundel (Marga Minco. Een indrukwekkend oeuvre) met enkele andere uitgaven van Minco. Een vierde druk verscheen in 2006.